# Stan l'assassino
Stan l'assassino (titolo originale in francese Stan-le-Tueur, pubblicato in traduzione italiana anche col titolo Stan lo sgozzatore) è un racconto scritto dall'autore belga Georges Simenon, in cui compare protagonista la figura di Maigret.
È stato scritto a Les Tamaris, sull'isola Porquerolles, in Francia nell'inverno 1937-38.

## Trama

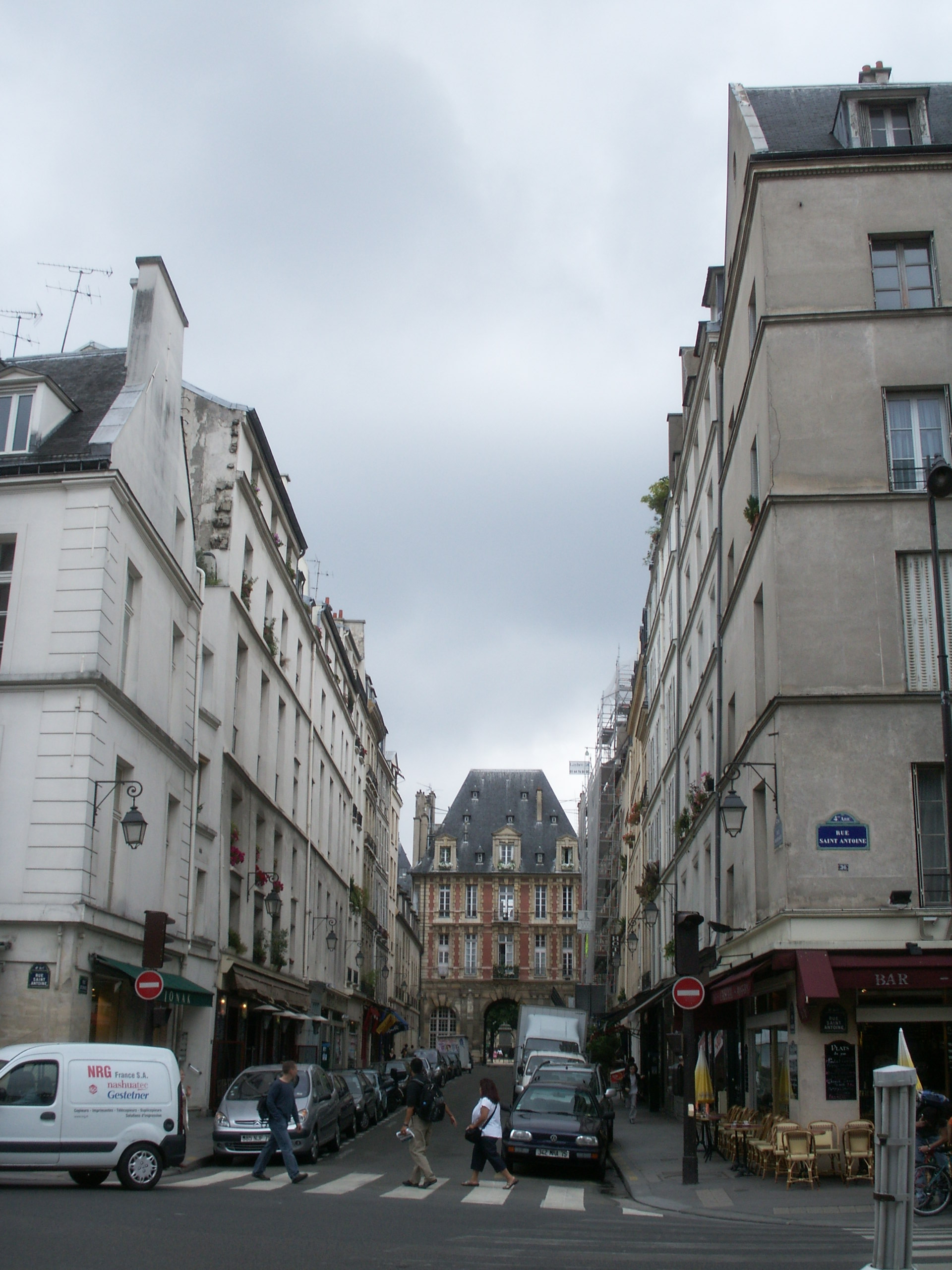
Rue de Birague, Parigi.

Maigret sembra passeggiare per il IV arrondissement di Parigi nell'ora in cui le massaie fanno la spesa, ma in realtà è in appostamento, tra il caffè "Tonnelet Bourguignon", l'hotel "Beauséjour", rue de Birague e rue Saint-Antoine. Nel caffè Janvier fa finta d'essere un cameriere, e l'anziano signore che abita al secondo piano della casa di fronte è Lucas travestito.
Sono alla ricerca della banda di polacchi che ha terrorizzato gli abitanti di fattorie isolate nel nord della Francia con una lunga serie di rapine e omicidi. Maigret ha saputo che si nascondono qui, soprattutto Stan, detto "l'assassino". A Maigret si presenta Michael Ozep, un ex-ufficiale dell'esercito polacco disposto a morire pur di catturare l'omicida di suo figlio. Maigret dopo aver rifiutato il suo aiuto, decide invece di servirsi di lui e lo manda dalla donna della banda, Olga Tserewska, in un momento in cui è sola in albergo, con un finto messaggio amichevole che presto ci sarà una retata.
Quando poco dopo Maigret fa irruzione trova però la donna sgozzata. La identificano come Stéphanie Polintskaïa, ben nota alla polizia di Varsavia. Qualcuno dice che Ozep è lo stesso Stan, ma la verità viene fuori: era lei stessa che la leggenda chiamava "Stan l'assassino", era stata la moglie di Ozep, aveva ucciso spietatamente il loro figlio. Il resto della banda viene catturato e lui viene trovato impiccato per suicidio.

## Edizioni
In francese è uscito la prima volta sul n° 35 [prima serie] di "Police-Roman", il 23 dicembre 1938, poi nell'edizione del 1944 della raccolta Les nouvelles enquêtes de Maigret, pubblicata da Gallimard. È uscito anche come primo racconto nella raccolta Les silences de Maigret, uscita su ”Le Jury” (n° 38, 1942).
In italiano, è uscito presso Mondadori, con il titolo Stan lo sgozzatore e la traduzione di Bruno Just Lazzari, nel 1955 in 5 puntate su "I Capolavori Dei Gialli Mondadori" (nn° 7, 8, 9, 11, e 13). Ha poi fatto parte della raccolta Due giorni per Maigret, nella traduzione di Elena Cantini, per le collane “Romanzi di Simenon” (n° 189), ivi, 1962; “Le inchieste del commissario Maigret” (n° 41), ivi, 1967; “Oscar” n° 265 (G56), ivi 1970. È stato poi incluso nel 2013 nella raccolta La Locanda degli Annegati e altri racconti, nella traduzione di Marco Bevilacqua per Adelphi (parte della collana "gli Adelphi", al n° 432).

## Film e televisione
Tre sono stati gli adattamenti per la televisione:
- Episodio pilota dal titolo Stan the Killer di una serie americana della CBS, andato in onda il 20 maggio 1950, diretto da Joseph DeSantis e con Herbert Berghof nel ruolo del commissario Maigret.
- Episodio pilota dal titolo Stan the Killer di un'altra serie americana della CBS, andato in onda il 20 settembre 1952, diretto da Paul Nickell e con Romney Brent nel ruolo del commissario Maigret.
- Episodio dal titolo Stan le tueur, facente parte della serie televisiva Les enquêtes du commissaire Maigret per la regia di Philippe Laïk, trasmesso per la prima volta su Antenne 2 il 25 febbraio 1990, con Jean Richard nel ruolo del commissario Maigret.

L'emittente di Stato svizzera RSI nel 1998 ha trasmesso sulla Rete Due un adattamento radiofonico dal titolo Maigret e la banda dei polacchi, per la regia di Enrico Colosimo..